# 谭功炎
谭功炎（1948年3月—2020年4月7日），男，汉族，湖北汉川人，中华人民共和国企业家，湖北福星集团公司原董事长，中国共产党党员，第八、九、十、十一、十二届全国人大代表。

## 生平
毕业于华中科技大学工商管理专业。2008年，担任第十一届全国人大代表。2013年，担任第十二届全国人大代表。

## 家庭
子谭少群。